# Sedki Sobhi
Sedki Sobhi (arabe : صدقى صبحى سيد أحمد  prononcé : [ˈsˤedʔi ˈsˤobħi ˈsæj.jed ˈæħmæd]), un homme politique égyptien. Il a été ministre de la Défense égyptien du 27 mars 2014 au 14 juin 2018.